# Villi Lund Hvalkof
Villi Lund Hvalkof (27. maj 1895 – 18. december 1977) var en dansk officer og modstandsmand, bror til Frode og Aage Lund Hvalkof.
Han var søn af oberst S.L. Hvalkof og hustru Marie Cecilie født Lund, blev premierløjtnant i artilleriet 1916, kaptajn 1930, souschef ved Jydske Division 1934-40 og oberstløjtnant og chef for 9. artilleriafdeling 1940.
Ligesom sin bror Frode deltog han i modstandsarbejde under Besættelsen, organiserede O-grupper (officersgrupper) på Fyn i efteråret 1943 og gik herefter under jorden på Herlufsholm indtil januar 1944. Han var chef for Danish Military Mission to SHAEF i London fra 1944 til 1945 og repræsenterede Den lille Generalstab. Fra februar 1944 var Hvalkof forbindelsesofficer til SAC (Supreme Allied Command) i London.
Efter krigen blev han oberst og chef for Hærens Officersskole 1945, midlertidig generalmajor og formand for den danske delegation i Den nordeuropæiske Planlægningsgruppe i London 1950, dansk rådgiver hos chefen for de allierede styrker i Nordeuropa 1951-52, chef for Forsvarsakademiet 1952-57 og fik afsked fra Hæren 1957.
Hvalkof var formand for Frederiksberg Slotskirkes menighedsråd 1948-49 og for bestyrelsen for Det Krigsvidenskabelige Selskab 1954-57. Han var Kommandør af Dannebrogordenen, Dannebrogsmand og bar udenlandske ordener.
Han blev gift 17. november 1923 med Charlotte Maria Frederikke Beyer (14. december 1896 i Viborg - ?), datter af hospitalsforvalter, sparekassedirektør Andreas Frederik Beyer (død 1907) og hustru Maria Lucia født Jørgensen (død 1919).